# Petite Lumière
Pour plus de détails, voir Fiche technique et Distribution.
Petite Lumière est un court métrage franco-sénégalais réalisé par Alain Gomis, sorti en 2003.

## Synopsis
Dakar, Sénégal. Fatima a huit ans. Elle découvre que, lorsqu'on ferme la porte du réfrigérateur, la lumière s'éteint. Peut-être que ça marche aussi avec les gens : peut-être que quand on ferme les yeux, ils disparaissent. Elle décide d'essayer.

## Fiche technique
- Titre français : Petite Lumière
- Réalisation : Alain Gomis
- Scénario : Alain Gomis
- Image : Aurélien Devaux
- Son : Alioune Mbow, Bruno Reiland
- Décor : Rackie Diankha
- Costumes : Thiaw Passendy
- Montage : Fabrice Rouaud
- Musique : Constance Barres, Patrice Gomis
- Producteurs délégués : Edouard Mauriat, Anne-Cécile Berthomeau
- Producteur étranger : Éric Idriss Kanago
- Sociétés de production : Mille et une productions, Ika 964
- Pays d'origine :  France  Sénégal
- Langue originale : dialecte africain[pas clair]
- Format : couleur - 35 mm - 1,85 - Dolby SR
- Durée : 15 minutes

## Distribution
- Assy Fall : Fatima
- Djolof Mbengue : Alioune
- Thierno Ndiaye : le père
- Awa Mbaye : la mère
- Coumba Diamanka : Antou
- Fatou Diouf : Marie-Louise

## Accueil
Le site Clap Noir considère qu'on passe près de l'émotion sans qu'on l'atteigne vraiment, jugeant le film trop « intello », et estimant qu'il nous montre avant tout « une africaine avec une pensée occidentale ». Sur la fiche du matériel à destination des enseignants du DVD pédagogique suisse Anna, Amal et Anousheh, on admet aussi qu'on peut considérer ce film comme « la projection d’un adulte attribuée à une fille de huit ans » et on estime qu'on pourrait reprocher au film d'être « surchargé sur le plan intellectuel et philosophique ». 
Néanmoins, ces reproches ne seraient que partiellement justifiés car le même texte juge aussi qu'on peut choisir de voir le film comme « une histoire simple », « qui stimule notre imagination et nos sens (…) de manière ludique », le film poussant adultes et enfants à philosopher et à se plonger, comme la petite Fatima, dans la réflexion et l'expérimentation. Le site Objectif-cinéma voit Petite Lumière comme un film qui nous fait rentrer dans l'univers intime de la petite Fatima. Il trouve d'ailleurs Coumba Diamanka malicieuse et attachante et juge que le film, aussi poétique que philosophique, fait « rejaillir toute notre enfance ». François Bonenfant, sur Brefcinema.com, parle même du film comme « un conte philosophique ». Olivier Barlet, sur le site Africultures souligne la sensibilité de ce court métrage « sans prétention » et déclare qu'ici « Alain Gomis ouvre les sens et contribue à la lumière du monde ». 

## Analyse
Ce film traite de la perception et adopte donc le point de vue de Fatima. Nous voyons souvent dans ce film le monde par les yeux de cette enfant qui cherche à le comprendre, la lumière du réfrigérateur étant une métaphore de sa soif de connaissance, « elle souhaite savoir et comprendre, être « éclairée ». Cette identification à l'enfant nous renvoie pour Olivier Barlet à notre place de spectateur dans la salle obscure, où, comme Fatima qui place une ampoule devant le soleil, nous aussi nous confondons cet astre avec ce qui n'est qu'une lumière électrique.

## Distinctions
- Festival international du film francophone de Namur 2003 : Bayard d'or du meilleur court métrage[6]
- Festival Côté court de Pantin : Prix du Groupement national des cinémas de recherche[7]
- Mention spéciale du Jury au Festival international du film d'Amiens 2003[8]

- Sélection aux Lutins du court métrage 2004 : 16 nominations dont Meilleure actrice, Meilleur acteur Meilleur réalisateur, Meilleur scénario[9].
- Festival international du film de Berlin 2004, Sélection Kinderfilmfest / 14Plus[10]
- Festival du film de Sundance 2004, Sélection courts-métrages[11]